# Wolfhampcote
Wolfhampcote – wieś i civil parish w Anglii, w Warwickshire, w dystrykcie Rugby. W 2011 roku civil parish liczyła 284 mieszkańców. Wolfham(p)cote jest wspomniana w Domesday Book (1086) jako Ulfelmescote/Wlfemescot.